# ملادن ميلينكوفيتش
ملادن ميلينكوفيتش هو مدرب كرة قدم ولاعب كرة قدم صربي في مركز الدفاع، ولد في 14 مايو 1968 في لوزنيتسا في صربيا. لعب مع FK Drina Zvornik ‏.